# مرشوات
مرشِوات (به مجاری:  Mersevát) یک شهرداری در مجارستان است که در واش واقع شده‌است. مرشوات ۱۰٫۵۴ کیلومتر مربع مساحت و ۵۵۸ نفر جمعیت دارد.